# José Pérez Martínez
José Pérez Martínez (Pamplona, 1895 - Madrid, 1960) va ser un militar espanyol.

## Biografia
Va néixer a Pamplona el 1895. A primerenca edat va ingressar en l'exèrcit, formant part de l'arma d'infanteria. Va arribar a participar en la guerra del Marroc, on va ser condecorat. Durant la Segona República es va incorporar al Cos de Seguretat i Assalt, manant un dels seus grups d'Assalt a Madrid.
Després de l'esclat de la Guerra civil, al juliol de 1936, es va mantenir fidel a la República. Va ser un dels líders de la Columna «Pérez-Uribe» al costat del diputat José Antonio Uribes Moreno, la qual va avançar per la vall del Túria fins al front de Terol. Al setembre seria substituït pel tinent coronel Manuel Eixea Vilar. Posteriorment seria designat ajudant del general José Miaja Menant, durant la defensa de Madrid. A la página 202 del llibre de J.M. Reverte La Batalla de Madrid, quan fa referència al moment en què Miaja obre el sobre amb les ordres que li ha deixat el Govern republicà fugit a València i presa el comandament de la defensa, pot llegir-se:
| « | Els primers moviments de Miaja són ràpids. Forma part del seu equip: com a ajudant té al tinent coronel José Pérez Martínez; com a cap d'Estat Major crida al coronel Vicente Rojo, ajudat al seu torn pels comandants José Fontán i Manuel Matallana Gómez | » |

Al final de la guerra es va unir al aixecament de Casado. En acabar la guerra va poder sortir d'Espanya escapant a Algèria, quedant la seva dona i cinc fills a Madrid. Ja durant la Segona Guerra Mundial, li van oferir incorporar-se a la Legió Estrangera francesa amb el grau de capità. Això va ocórrer amb anterioritat a l'entrevista Franco-Hitler a Hendaia, quan molts pensaven que Espanya entraria en guerra del costat d'Alemanya. Així ho va creure també, considerant a més que Franco necessitaria militars de carrera i donaria una amnistia als militars republicans per a enfortir el seu exèrcit.
Empès per aquesta idea, va retornar a Espanya on va ser immediatament detingut, jutjat i condemnat a tres penes de mort. Va aconseguir que el general Muñoz Grandes declarés a favor seu, atès que l'havia ajudat a passar-se al costat franquista durant la guerra. Això li va valer la commutació de les penes de mort per una condemna de 18 anys. Va morir a Madrid el 1960, desposseït de professió i després d'haver passat la seva família moltes dificultats econòmiques en els anys de postguerra. Està enterrat a Pamplona.